# Osváth Attila
Osváth Attila (Veszprém, 1995. december 10. –) magyar válogatott labdarúgó, a Paksi FC játékosa.

## Pályafutása

### Klubcsapatokban
Pályafutását a Balatonfüreden kezdte, majd a Veszprém akadémiájára került. Itt kimagasló teljesítményt nyújtott. 2012. április 21-én a Budaörsi SC ellen debütált 16 évesen és 132 naposan a Veszprém NB-II-es csapatában. Ezzel ő lett a legfiatalabb labdarúgó, aki a felnőttek között pályára lépett a másodosztályban. 2013 nyarán Balatonfüredi FC klubjához igazolt a harmadosztályba, itt 27 bajnoki mérkőzésen 5 gólt szerzett. A szezon végén Szigetszentmiklósra igazolt, vissza a másodosztályba. 2015. június 23-án hivatalosan is bejelentették, hogy három évre aláírt a Vasas csapatához. 2015 októberében keresztszalag-szakadást szenvedett az Újpest elleni bajnokin, aminek következtében hét hónapot hagyott ki.  Felépülése után a 2016-17-es őszi idényben három bajnokin és egy Magyar Kupa mérkőzésen kapott lehetőséget, majd 2017 januárjában a DVSC-hez került kölcsönbe. Tizennégy bajnokin szerepelt a hajdúsági csapatban, egy gólt és egy gólpasszt jegyzett, majd 2017 nyarán a Puskás AFC-hez szerződött.

#### Paks
2019 nyarán a Paksi FC csapatába igazolt.
2024. október 6-án a Ferencváros ellen 3–1-re megnyert hazai bajnoki mérkőzésen gólt lőtt és 2 gólpasszt adott, az NSO szerint „talán élete meccsét játszotta”.

### A válogatottban
Tagja volt a magyar U20-as labdarúgó-válogatottnak amely részt vett a 2015-ös U20-as labdarúgó-világbajnokságon.
2025. március 20-án a Törökország elleni Nemzetek Ligája osztályozó (az A-ligáért) mérkőzésen mutatkozott be a felnőtt válogatottban.

## Statisztika

### Klubcsapatokban
Utolsó elszámolt mérkőzés dátuma: 2025. augusztus 17.
| Klub                  | Szezon         | Bajnokság | Bajnokság | Kupa  | Kupa | Ligakupa | Ligakupa | Nemzetközi | Nemzetközi | Összesen | Összesen |
| Klub                  | Szezon         | Mérk.     | Gól       | Mérk. | Gól  | Mérk.    | Gól      | Mérk.      | Gól        | Mérk.    | Gól      |
| --------------------- | -------------- | --------- | --------- | ----- | ---- | -------- | -------- | ---------- | ---------- | -------- | -------- |
| Veszprém FC           | 2011–12        | 6         | 1         | 0     | 0    | 0        | 0        | —          | —          | 6        | 1        |
| Veszprém FC           | 2012–13        | 21        | 2         | 1     | 0    | 0        | 0        | —          | —          | 23       | 2        |
| Veszprém FC           | Összesen       | 27        | 3         | 1     | 0    | 0        | 0        | 0          | 0          | 28       | 3        |
| Balatonfüredi FC      | 2013–14        | 27        | 5         | 1     | 1    | 0        | 0        | —          | —          | 28       | 6        |
| Balatonfüredi FC      | Összesen       | 27        | 5         | 1     | 1    | 0        | 0        | 0          | 0          | 28       | 6        |
| Szigetszentmiklósi TK | 2014–15        | 21        | 0         | 2     | 0    | 5        | 0        | —          | —          | 28       | 0        |
| Szigetszentmiklósi TK | Összesen       | 21        | 0         | 2     | 0    | 5        | 0        | 0          | 0          | 28       | 0        |
| Vasas                 | 2015–16        | 11        | 1         | 1     | 0    | –        | –        | –          | –          | 12       | 1        |
| Vasas                 | 2016–17        | 3         | 0         | 2     | 0    | –        | –        | –          | –          | 5        | 0        |
| Vasas                 | Összesen       | 14        | 1         | 3     | 0    | 0        | 0        | 0          | 0          | 17       | 1        |
| Debrecen              | 2016–17        | 14        | 1         | 0     | 0    | –        | –        | –          | –          | 14       | 1        |
| Debrecen              | Összesen       | 14        | 1         | 0     | 0    | 0        | 0        | 0          | 0          | 14       | 1        |
| Puskás Akadémia       | 2017–18        | 14        | 0         | 4     | 0    | –        | –        | –          | –          | 18       | 0        |
| Puskás Akadémia       | 2018–19        | 14        | 0         | 5     | 1    | –        | –        | –          | –          | 19       | 1        |
| Puskás Akadémia       | Összesen       | 28        | 0         | 9     | 1    | 0        | 0        | 0          | 0          | 37       | 1        |
| Paks                  | 2019–20        | 28        | 0         | 6     | 0    | –        | –        | –          | –          | 34       | 0        |
| Paks                  | 2020–21        | 25        | 0         | 1     | 0    | –        | –        | –          | –          | 26       | 0        |
| Paks                  | 2021–22        | 17        | 0         | 2     | 0    | –        | –        | –          | –          | 19       | 0        |
| Paks                  | 2022–23        | 28        | 0         | 4     | 0    | –        | –        | –          | –          | 32       | 0        |
| Paks                  | 2023–24        | 26        | 1         | 5     | 0    | –        | –        | –          | –          | 31       | 1        |
| Paks                  | 2024–25        | 28        | 4         | 3     | 1    | –        | –        | 8          | 0          | 39       | 5        |
| Paks                  | 2025–26        | 3         | 0         | –     | –    | –        | –        | 2          | 0          | 5        | 0        |
| Paks                  | Összesen       | 155       | 5         | 21    | 1    | –        | –        | 10         | 0          | 186      | 6        |
| Teljes karrier        | Teljes karrier | 286       | 15        | 37    | 3    | 5        | 0        | 10         | 0          | 338      | 18       |

### A válogatottban
| Magyarország | Magyarország | Magyarország |
| Év           | Mérk.        | Gólok        |
| ------------ | ------------ | ------------ |
| 2025         | 2            | 0            |
| Összesen     | 2            | 0            |

### Mérkőzései a válogatottban
| Magyarország | Magyarország      | Magyarország         | Magyarország | Magyarország | Magyarország | Magyarország    | Magyarország | Magyarország |
| #            | Dátum             | Helyszín             | Hazai        | Eredmény     | Vendég       | Kiírás          | Gólok        | Esemény      |
| ------------ | ----------------- | -------------------- | ------------ | ------------ | ------------ | --------------- | ------------ | ------------ |
| 1.           | 2025. március 20. | Isztambul, Rams Park | Törökország  | 3 – 1        | Magyarország | Nemzetek Ligája | -            | 90+2'        |
| 2.           | 2025. június 10.  | Baku, Dalğa Arena    | Azerbajdzsán | 1 – 2        | Magyarország | barátságos      | -            | 58'          |
|              | Összesen          |                      |              | 2            | mérkőzés     |                 | 0            | gól          |

## Sikerei, díjai

### Klubcsapattal
Paks
- Magyar kupagyőztes: 2024,[14] 2025[15]
- Magyar bajnokság ezüstérmes: 2023–24
- Magyar bajnokság bronzérmes: 2024–25